# Arnie Johnson
Arnold L. « Arnie » Johnson, né le 16 mai 1920, à Gonvick, dans le Minnesota, décédé le 6 juin 2000, à Rochester, dans l'État de New York, est un ancien joueur américain de basket-ball. Il évolue durant sa carrière aux postes d'ailier fort et de pivot.

## Palmarès
- Champion NBA 1951